# JTBC 뉴스 이브닝
《JTBC 뉴스 이브닝》는 대한민국에서 평일 오후 5시 10분에 텔레비전으로 방송하는 JTBC의 주중 저녁 뉴스 프로그램이다.

## 그 외 JTBC 뉴스 프로그램
- JTBC 뉴스 정오의 현장
- JTBC 뉴스 9
- 쨍하고 공뜬날
- JTBC 주말뉴스